# 阿兹洛
阿兹洛（法語：Azelot，法語發音：[azlo]）是法国默尔特-摩泽尔省的一个市镇，属于南锡区。

## 地理
阿兹洛（48°35'21"N, 6°14'1"E）面积4.75 平方千米，位于法国大東部大區默尔特-摩泽尔省，该省份为法国东北部内陆省份，是洛林的一部分，北邻比利时、卢森堡，北起顺时针与摩泽尔省、下莱茵省、孚日省和默兹省接壤。
与阿兹洛接壤的市镇（或旧市镇、城区）包括：比特库尔欧谢讷、摩泽尔河畔弗拉维尼、吕普库尔、韦尔穆瓦城。

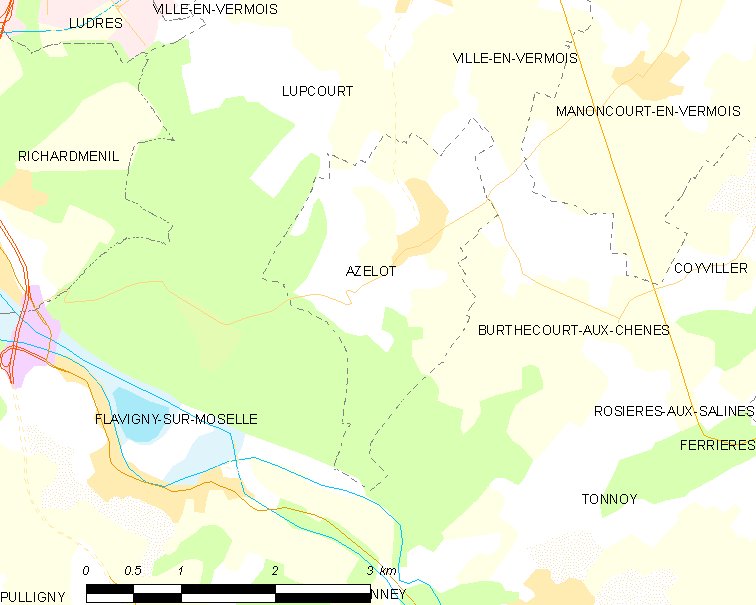
阿兹洛的OSM定位图

阿兹洛的时区为UTC+01:00、UTC+02:00（夏令时）。

## 行政
阿兹洛的邮政编码为54210，INSEE市镇编码为54037。

## 政治
阿兹洛所属的省级选区为雅维尔-拉马尔格朗日县。

## 人口

1962-2008年间阿兹洛人口变化图示

阿兹洛于2022年1月1日时的人口数量为417人。